# José Luis Chávez
José Luis Chávez Sánchez (Santa Cruz de la Sierra, 18 de maio de 1984) é um futebolista profissional boliviano que atua como meia.

## Carreira
José Luis Chávez se profissionalizou no Blooming.

## Seleção
José Luis Chávez integrou a Seleção Boliviana de Futebol na Copa América de 2011.